# Osiedle Prusa
Osiedle Prusa – osiedle mieszkaniowe w Lublinie, administracyjnie należące do dzielnicy Rury. Liczy ok. 5 tysięcy mieszkańców. 
Leży w czworokącie od zachodu ograniczonym ulicą Filaretów, od północy ulicą Zana, od wschodu ulicą Nadbystrzycką, a od południa wąwozem, za którym leży Osiedle Skarpa.
Na osiedlu znajdują się głównie wysokie bloki mieszkalne. Ulice powiązane są nazwami z twórczością Bolesława Prusa i noszą takie nazwy jak: Pozytywistów, Emancypantek, Ignacego Rzeckiego, Faraona, Ochockiego, Brzeskiej.
Na osiedlu znajduje się Dom Seniora oraz Zespół Szkół z pływalnią.